# Postini
Postini 是由Google提供的一套面向企业的电子邮件安全、存档及网络安全服务. 它通过云计算抵御垃圾邮件及病毒的攻击, 通过集中存档的方式更安全的保存电子邮件，并方便管理员及用户的检索, 通过隔离网络病毒和间谍软件保护企业网络安全。

## 历史
在1999年，Postini由 Shinya Akamine, Gordon Irlam, Brian Maggi, and Scott Petry 在加州红木市（Redwood City）成立, 最初由风险投资公司 August Capital 旗下的二级基金会提供支持, 如 Summit Partners Accelerator Fund 和 Sun Microsystems. 到2005年2月, 它已经在美国运行10个数据中心, 每周处理25亿封电子邮件, 并为超过 4,200 家企业和六百万终端用户提供垃圾邮件过滤系统, 其客户分布于Merrill Lynch, Circuit City, Rayovac, 和 Hormel Foods, Postini自己也制作垃圾邮件." 在2005年年末它搬到附近的 San Carlos, California. 到2012年, 它处理的电子邮件数量估计上升了一倍, 并在欧洲设立了数据中心，以便更好的服务欧洲客户.
在2007年9月7日, Google宣布收购Postini. Google为此次收购付出了6.25亿美元.因此公司原有的服务现在被称为"Google Postini Services."
在2011年9月, Google宣布它将扩展Postini的业务范围, 包括把Google原有的网络安全服务整合到Postini中. 2012年10月21日, Google宣布关闭所有Postini网络服务并将其全部整合到Google Web Apps中去.